# 세도 다근진나루 및 구경정
세도 안동권씨 및 목천상씨 정려는 충청남도 부여군 세도면 간대리에 있는 정려이다. 2017년 12월 26일 부여군의 향토문화유산 제135호로 지정되었다.